# فقاسة البيض

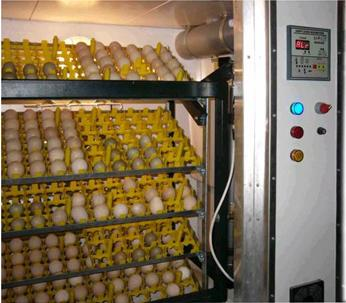
فقاسة بيض حديثة

فقاسة البيض أو حَاضِنَةُ البَيْضِ أو مكنة تفقيس البيض هو جهاز يعمل على توفير الظروف المناخية المناسبة من الحرارة والرطوبة والتقليب التي يحتاجها الجنين داخل البيضة لاكتمال نموة وبالتالي خروج الجنين (الصوص أو الكتاكيت) من البيضة دون الحاجة للأم الحاضنة وهي طريقة أساسية في مشاريع وشركات الدواجن الحديثة ويمثل قطاع الدواجن اقتصاد ضخم بين الدول وهام للشعوب من حيث الغذاء وتوفير كميات كبيرة من اللحوم البيضاء كما تختلف أجهزة التفقيس (الفقاسات) في أحجامها وطرق صناعتها وآلية عملها.

## أنواع البيض
يختلف نوع البيض والوقت اللازم لتفقيسه باختلاف نوع الطائر.
- دجاج لاحم
- دجاج بلدي
- دجاج حبشي
- بط
- نعام
- اوز
- حمام

يشترط للتفريخ أن يكون البيض مخصب (ملقح) من ذكر الطائر، أما البيض الغير مخصب فهو بيض لا يصلح الا للمائدة.

## تفقيس البيض
في الماضي قبل صناعة الأجهزة كانت تتم عملية التفقيس أو التفريخ عن طريق الأم طبيعياً بالفطرة، حيث تحتضن الأم البيض حتى يتم تفريخه. مع تزايد تعداد البشرية ارتفعت الحاجة للحوم البيضاء، لذلك اخترع المفكرون طريقة لتفريخ البيض بأعداد كبيره دون الحاجة للأمهات الحاضنات، وهنا تم اختراع أجهزة التفقيس.

## أجهزة تفقيس البيض
تختلف أجهزة تفقيس البيض في آلية عملها أو في طريقة صناعتها أو في احجامها والعامل الاساسي لهذه الأجهزة هي توفير بيئة بديلة عن تحضين الأم، تكون مناسبة لنمو الجنين مثل الحرارة والرطوبة والتقليب والتهوية وهناك عدة أنواع منها ما هو اتوماتيك بالكامل ومنها اليدوي، أما الأحجام فهي متفاوتة ابتداءً من الاصغر سعة تسعة بيضات وحتى ما يبلغ حجمة عشرون ألف بيضة. أما في مشاريع الدواجن الضخمة فهناك غرف كاملة مجهزة يصل استيعابها أكثر من خمسون ألف بيضة يكون التحكم في درجة الحرارة والرطوبة على مستوى الغرفة بالكامل أما التقليب فيكون أوتماتيك، وهي رفوف متحركة داخل الغرفة يوضع عليها البيض المخصب.